# Forcipomyia piroskyi
Forcipomyia piroskyi är en tvåvingeart som beskrevs av Cavalieri 1962. Forcipomyia piroskyi ingår i släktet Forcipomyia och familjen svidknott. Inga underarter finns listade i Catalogue of Life.